# Andrzej Turkowski
Andrzej Turkowski (ur. 5 marca 1959 w Leśnej) – polski piłkarz grający na pozycji obrońcy, trener.

## Kariera piłkarska
Andrzej Turkowski karierę piłkarską rozpoczął w Włókniarzu Leśna. Następnie grał w Gryfie Gryfów Śląski i Lechii Piechowice (1980–1983). Następnie przeszedł do Zagłębia Lubin, z którym w sezonie 1984/1985 awansował do ekstraklasy oraz w niej zadebiutował w sezonie 1985/1986.
Następnie wyjechał za granicę grać w niemieckiej Viktorii Kolonia (1986–1989), potem w amerykańskim klubie futsalu AAC Eagles Chicago (1989–1991). W 1991 roku wrócił do Polski grać w Pogoni Szczecin (1991–1993), potem w Zagłębie Lubin (1993–1994). Łącznie w ekstraklasie rozegrał 84 mecze.
Potem ponownie wyjechał do Niemiec grać w Viktorii Kolonia (1994), by wrócić do Polski grać w Miedzi Legnica, gdzie w 1997 roku zakończył karierę piłkarską. Jednak w sezonie 2001/2002 postanowił wznowić karierę grając w Włókniarzu Mirsk, gdzie w 2002 roku ostatecznie zakończył karierę.

## Kariera trenerska
Andrzej Turkowski po zakończeniu kariery piłkarskiej został trenerem. Prowadził kluby młodzieżowe kluby Zagłębia Lubin, z którymi w 2009 roku zdobył mistrzostwo Polski juniorów. Od 16 lipca 2013 roku jest trenerem kobiecej drużyny Zagłębia Lubin.

## Sukcesy zawodnicze

### Zagłębie Lubin
- Awans do ekstraklasy: 1985

## Sukcesy trenerskie

### Zagłębie Lubin (juniorzy)
- Mistrzostwo Polski juniorów: 2009